# Partecipanti alla Classic Brugge-De Panne 2024
Elenco dei partecipanti alla Classic Brugge-De Panne 2024.
La Classic Brugge-De Panne 2024 è stata la quarantottesima edizione della corsa. Alla competizione presero parte 24 squadre: sedici dell'UCI World Tour 2024, e otto squadre invitate dell'UCI ProTeam.
Accreditati alla partenza 160 ciclisti.

## Corridori per squadra
Nota: R ritirato, NP non partito, FT fuori tempo, SQ squalificato
| Alpecin-Deceuninck        | Alpecin-Deceuninck        | Alpecin-Deceuninck        | Soudal Quick-Step      | Soudal Quick-Step      | Soudal Quick-Step      | Intermarché-Wanty     | Intermarché-Wanty         | Intermarché-Wanty     |
| ------------------------- | ------------------------- | ------------------------- | ---------------------- | ---------------------- | ---------------------- | --------------------- | ------------------------- | --------------------- |
| N°                        | Ciclista                  | Clas.                     | N°                     | Ciclista               | Clas.                  | N°                    | Ciclista                  | Clas.                 |
| 1                         | Jasper Philipsen          | 1°                        | 11                     | Tim Merlier            | 2°                     | 21                    | Gerben Thijssen           | 16°                   |
| 2                         | Maurice Ballerstedt       | 54°                       | 12                     | Ayco Bastiaens         | 138°                   | 22                    | Madis Mihkels             | 42°                   |
| 3                         | Silvan Dillier            | 144°                      | 13                     | Gil Gelders            | 119°                   | 23                    | Adrien Petit              | 130°                  |
| 4                         | Juri Hollmann             | 98°                       | 14                     | Luke Lamperti          | 17°                    | 24                    | Baptiste Planckaert       | 100°                  |
| 5                         | Timo Kielich              | 81°                       | 15                     | Bert Van Lerberghe     | 46°                    | 25                    | Laurenz Rex               | 43°                   |
| 6                         | Gianni Vermeersch         | 105°                      | 16                     | Warre Vangheluwe       | 140°                   | 26                    | Gijs Van Hoecke           | 78°                   |
| 7                         | Ramon Sinkeldam           | 96°                       | 17                     | Jordi Warlop           | 118°                   | 27                    | Roel van Sintmaartensdijk | 117°                  |
| Arkéa-B&B Hotels          | Arkéa-B&B Hotels          | Arkéa-B&B Hotels          | Astana Qazaqstan Team  | Astana Qazaqstan Team  | Astana Qazaqstan Team  | Bahrain Victorious    | Bahrain Victorious        | Bahrain Victorious    |
| N°                        | Ciclista                  | Clas.                     | N°                     | Ciclista               | Clas.                  | N°                    | Ciclista                  | Clas.                 |
| 31                        | Arnaud Démare             | 34°                       | 41                     | Gleb Syrica            | 143°                   | 51                    | Phil Bauhaus              | 8°                    |
| 32                        | David Dekker              | 97°                       | 42                     | Evgenij Gidič          | 73°                    | 52                    | Alberto Bruttomesso       | 60°                   |
| 33                        | Daniel McLay              | 125°                      | 43                     | Michele Gazzoli        | 121°                   | 53                    | Matevž Govekar            | 33°                   |
| 34                        | Luca Mozzato              | 10°                       |                        |                        |                        | 54                    | Kamil Gradek              | 69°                   |
| 35                        | Łukasz Owsian             | 76°                       | 45                     | Max Kanter             | 11°                    | 55                    | Łukasz Wiśniowski         | 85°                   |
| 36                        | Alan Riou                 | 126°                      | 46                     | Evgenij Fëdorov        | 52°                    | 56                    | Dušan Rajović             | 25°                   |
| 37                        | Miles Scotson             | 67°                       | 47                     | Rüdiger Selig          | 48°                    | 57                    | Cameron Scott             | 115°                  |
| Bora-Hansgrohe            | Bora-Hansgrohe            | Bora-Hansgrohe            | Cofidis                | Cofidis                | Cofidis                | EF Education-EasyPost | EF Education-EasyPost     | EF Education-EasyPost |
| N°                        | Ciclista                  | Clas.                     | N°                     | Ciclista               | Clas.                  | N°                    | Ciclista                  | Clas.                 |
| 61                        | Jordi Meeus               | 132°                      | 71                     | Piet Allegaert         | 19°                    | 81                    | Stefan Bissegger          | 21°                   |
| 62                        | Nico Denz                 | 134°                      | 72                     | Stanisław Aniołkowski  | 32°                    | 82                    | Yuhi Todome               | 36°                   |
| 63                        | Marco Haller              | 136°                      | 73                     | Alexis Gougeard        | 71°                    | 83                    | Owain Doull               | 20°                   |
| 64                        | Filip Maciejuk            | 110°                      | 74                     | Eddy Finé              | 101°                   | 84                    | Jack Rootkin-Gray         | 120°                  |
| 65                        | Ryan Mullen               | 109°                      | 75                     | Nicolas Debeaumarché   | 88°                    | 85                    | Jonas Rutsch              | 37°                   |
| 66                        | Danny van Poppel          | 3°                        | 76                     | Alexis Renard          | 40°                    | 86                    | Harry Sweeny              | 124°                  |
| 67                        | Sam Welsford              | 26°                       | 77                     | Christophe Noppe       | 70°                    | 87                    | Michael Valgren           | 123°                  |
| Groupama-FDJ              | Groupama-FDJ              | Groupama-FDJ              | Lidl-Trek              | Lidl-Trek              | Lidl-Trek              | Movistar Team         | Movistar Team             | Movistar Team         |
| N°                        | Ciclista                  | Clas.                     | N°                     | Ciclista               | Clas.                  | N°                    | Ciclista                  | Clas.                 |
| 91                        | Sven Erik Bystrøm         | 141°                      | 101                    | Edward Theuns          | 18°                    | 111                   | Fernando Gaviria          | 14°                   |
| 92                        | Olivier Le Gac            | 62°                       | 102                    | Simone Consonni        | 5°                     | 112                   | Davide Cimolai            | 74°                   |
| 93                        | Fabian Lienhard           | 104°                      | 103                    | Daan Hoole             | 107°                   | 113                   | Johan Jacobs              | 80°                   |
| 94                        | Laurence Pithie           | 15°                       | 104                    | Alex Kirsch            | 103°                   | 114                   | Lorenzo Milesi            | 28°                   |
| 95                        | Marc Sarreau              | R                         | 105                    | Mathias Vacek          | 87°                    | 115                   | Mathias Norsgaard         | 39°                   |
| 96                        | Matthew Walls             | 82°                       | 106                    | Otto Vergaerde         | 79°                    | 116                   | Vinícius Rangel           | 49°                   |
| 97                        | Samuel Watson             | R                         | 107                    | Ryan Gibbons           | 44°                    | 117                   | Manlio Moro               | 77°                   |
| Team DSM-Firmenich PostNL | Team DSM-Firmenich PostNL | Team DSM-Firmenich PostNL | Team Jayco AlUla       | Team Jayco AlUla       | Team Jayco AlUla       | UAE Team Emirates     | UAE Team Emirates         | UAE Team Emirates     |
| N°                        | Ciclista                  | Clas.                     | N°                     | Ciclista               | Clas.                  | N°                    | Ciclista                  | Clas.                 |
| 121                       | Fabio Jakobsen            | 89°                       | 131                    | Dylan Groenewegen      | 24°                    | 141                   | Álvaro Hodeg              | R                     |
| 122                       | Tobias Lund Andresen      | 75°                       | 132                    | Amund Grøndahl Jansen  | 142°                   | 142                   | Ivo Oliveira              | 64°                   |
| 123                       | John Degenkolb            | 102°                      | 133                    | Luka Mezgec            | NP                     | 143                   | Mikkel Bjerg              | 23°                   |
| 124                       | Nils Eekhoff              | 128°                      | 134                    | Kelland O'Brien        | 114°                   | 144                   | Juan Sebastián Molano     | 7°                    |
| 125                       | Timo Roosen               | 65°                       | 135                    | Blake Quick            | R                      | 145                   | António Morgado           | 53°                   |
| 126                       | Julius van den Berg       | 131°                      | 136                    | Elmar Reinders         | 108°                   | 146                   | Alessandro Covi           | 135°                  |
| 127                       | Bram Welten               | 12°                       | 137                    | Max Walscheid          | 111°                   | 147                   | Michael Vink              | 94°                   |
| Israel-Premier Tech       | Israel-Premier Tech       | Israel-Premier Tech       | Lotto Dstny            | Lotto Dstny            | Lotto Dstny            | Uno-X Mobility        | Uno-X Mobility            | Uno-X Mobility        |
| N°                        | Ciclista                  | Clas.                     | N°                     | Ciclista               | Clas.                  | N°                    | Ciclista                  | Clas.                 |
| 151                       | Pascal Ackermann          | R                         | 161                    | Milan Menten           | 13°                    | 171                   | Louis Bendixen            | 90°                   |
| 152                       | Hugo Hofstetter           | 127°                      | 162                    | Sébastien Grignard     | 93°                    | 172                   | Erlend Blikra             | 22°                   |
| 153                       | Oded Kogut                | 129°                      | 163                    | Jacopo Guarnieri       | 106°                   | 173                   | Stian Fredheim            | 6°                    |
| 154                       | Riley Pickrell            | 147°                      | 164                    | Cédric Beullens        | 29°                    | 174                   | Tord Gudmestad            | 50°                   |
| 155                       | Nadav Raisberg            | 84°                       | 165                    | Mathijs Paasschens     | 116°                   | 175                   | Niklas Larsen             | 68°                   |
| 156                       | Jake Stewart              | 145°                      | 166                    | Liam Slock             | R                      | 176                   | William Blume Levy        | 58°                   |
| 157                       | Rick Zabel                | NP                        | 167                    | Lionel Taminiaux       | 92°                    | 177                   | Rasmus Bøgh Wallin        | 51°                   |
| Bingoal WB                | Bingoal WB                | Bingoal WB                | Q36.5 Pro Cycling Team | Q36.5 Pro Cycling Team | Q36.5 Pro Cycling Team | Team Flanders-Baloise | Team Flanders-Baloise     | Team Flanders-Baloise |
| N°                        | Ciclista                  | Clas.                     | N°                     | Ciclista               | Clas.                  | N°                    | Ciclista                  | Clas.                 |
| 181                       | Luca De Meester           | 83°                       | 191                    | Jannik Steimle         | 61°                    | 201                   | Toon Clynhens             | 137°                  |
| 182                       | Cériel Desal              | 66°                       | 192                    | Tom Devriendt          | 72°                    | 202                   | Ward Vanhoof              | 38°                   |
| 183                       | Davide Persico            | 27°                       | 193                    | Tobias Ludvigsson      | 31°                    | 203                   | Noah Vandenbranden        | 57°                   |
| 184                       | Sasha Weemaes             | 122°                      | 194                    | Cyrus Monk             | 55°                    | 204                   | Siebe Deweirdt            | 59°                   |
| 185                       | Kenneth Van Rooy          | 41°                       | 195                    | Matteo Moschetti       | 95°                    | 205                   | Dylan Vandenstorme        | 45°                   |
| 186                       | Nathan Vandepitte         | R                         | 196                    | Szymon Sajnok          | 91°                    | 206                   | Yentl Vandevelde          | 35°                   |
| 187                       | Jelle Vermoote            | 122°                      | 197                    | Rory Townsend          | 30°                    | 207                   | Victor Vercouillie        | 146°                  |
| TotalEnergies             | TotalEnergies             | TotalEnergies             | Tudor Pro Cycling Team | Tudor Pro Cycling Team | Tudor Pro Cycling Team |                       |                           |                       |
| N°                        | Ciclista                  | Clas.                     | N°                     | Ciclista               | Clas.                  |                       |                           |                       |
| 211                       | Anthony Turgis            | 112°                      | 221                    | Tom Bohli              | 148°                   |                       |                           |                       |
| 212                       | Lucas Boniface            | 86°                       | 222                    | Nils Brun              | 149°                   |                       |                           |                       |
| 213                       | Thomas Gachignard         | 133°                      | 223                    | Arvid de Kleijn        | 56°                    |                       |                           |                       |
| 214                       | Sandy Dujardin            | 113°                      | 224                    | Jacob Eriksson         | 99°                    |                       |                           |                       |
| 215                       | Émilien Jeannière         | 9°                        | 225                    | Petr Kelemen           | 63°                    |                       |                           |                       |
| 216                       | Lorrenzo Manzin           | 47°                       | 226                    | Alexander Krieger      | R                      |                       |                           |                       |
| 217                       | Jason Tesson              | 4°                        | 227                    | Maikel Zijlaard        | 150°                   |                       |                           |                       |